# Бруліни
Бруліни (пол. Bruliny) — село в Польщі, у гміні Сьверче Пултуського повіту Мазовецького воєводства.
Населення — 226 осіб (2011).
У 1975-1998 роках село належало до Цехановського воєводства.

## Демографія
Демографічна структура станом на 31 березня 2011 року:
|          | Загалом | Допрацездатний вік | Працездатний вік | Постпрацездатний вік |
| -------- | ------- | ------------------ | ---------------- | -------------------- |
| Чоловіки | 107     | 30                 | 61               | 16                   |
| Жінки    | 119     | 29                 | 59               | 31                   |
| Разом    | 226     | 59                 | 120              | 47                   |